# Río Paraguazú
El río Paraguazú es el mayor de los ríos genuinamente bahianos. Sus nacientes son diamantíferas, en el Estado de Bahía, en el nordeste del Brasil, sus márgenes fértiles, tiene abundancias de peces en toda su extensión y es navegable desde foz hasta las ciudades de Cachoeira y San Feliz, en una extensión de 46 km. En el pasado fue una importante vía de penetración en el interior.

## Toponimia
El término Paraguazú, una corruptela del término Peraussu, de origen guaraní significa: agua grande, mar grande, río grande. En el tiempo de la colonia se usaron los siguientes términos: Paraguaçu, Paraoçu, Paraossu, Peroguaçu, Perasu, Peoassu y Peruassu.

## Geografía
El Paraguazú nace en el Cerro del Oro, en la sierra del Cocal, en el municipio de Barra da Estiva en la Chapada Diamantina, toma dirección norte pasando por los municipios de Ibiquara y Mucugê, a aproximadamente 5 km aguas abajo de la ciudad de Andaraí, cuando recibe el río San António. Muda de dirección, hacia el este, separando los siguientes municipios: Itaetê de Boa Vista do Tupim, Itaberaba de Iaçu, Santa Teresinha de Castro Alves, Santo Estêvão de Cruz das Almas, Governador Mangabeira de Conceição da Feira, Muritiba de San Félix, separa también las ciudades de San Félix de Cachoeira. Baña la ciudad de Maragogipe y desemboca en la Bahía de Todos los Santos.
El río Paraguazú tiene 600 km de longitud y a lo largo de su recorrido baña ciudades importantes, también desde el punto de vista turístico, como San Félix, Cachoeira, Maragogipe, además de varias villas como Santiago de Iguape, San Francisco de Paraguaçu, Nagé, Coqueiros, San Roque y Barra del Paraguazú. 
Entre sus afluentes destacan, por la margen izquierda: San António, Tupim, Capivari (São Félix), do Peixe. Forma algunos rápidos, destacándose el de Bananeiras.

## Historia
Según relatos de la época, en 1504 los franceses ya traficaban por el río Paraguazú con los nativos. Sin embargo su descubrimiento oficial se atribuye a Cristóvão Jacques, comandante de la primera expedición de guarda costas que llegó a Brasil en 1526 para combatir a los comerciantes franceses que se dedicaban entre otras cosas al contrabando de la madera conocida como palo brasil (Paubrasilia echinata).
Frei Vicente do Salvador, primer historiador brasileño, relata que Cristóvão Jacques, encontró dos naves, ancladas próximas a la que se llamará isla de los Franceses, en el curso bajo del Paraguazú. La tripulación estaba negociando con los indígenas. Las naves fueron desfondadas con tripulación y mercadería.
Durante la Guerra de Independencia del Brasil, una cañonera portuguesa se adentró en el Paraguazú bombardeando la ciudad de Cachoeira, sede de la revuelta contra los portugueses.

## Un aprovechamiento hídrico de usos múltiples
Con la construcción del embalse de Pedra do Cavalo, en la década de los años 1980, 4 km aguas arriba de las ciudades de Cachoeira y San Feliz, se consiguió incrementar significativamente el control de las avenidas, y regularizar las aguas para su uso en el abastecimiento de agua potable a todo el Recóncavo bahiano, para el Gran Salvador, y para el riego. 
En el 2005 se inauguró la usina hidroeléctrica, con una potencia instalada de 160 MW, lo que va a reducir la necesidad de importación de energía eléctrica desde otros estados.

### Impactos ambientales negativos
La otra cara de los beneficios aportados por el embalse son los daños al ambiente como: inundación de tierras agriculturables aguas arriba; pérdida de vegetación y fauna terrestre; interferencia en la migración de los peces; pérdida de biodiversidad terrestre y acuática.